# New York Life Investments
New York Life Investment Management LLC eller New York Life Investments er en amerikansk formueforvaltningsvirksomhed med hovedkvarter i Jersey City, New Jersey.  Virksomheden blev etableret i 1986, som et datterselskab til New York Life Insurance Company.
New York Life Investments har over 674 mia. USD i aktiver under forvaltning.